# Cold Bay
Cold Bay es una ciudad ubicada en el borough de Aleutianas Orientales en el estado estadounidense de Alaska. En el año 2000 tenía una población de 88 habitantes y una densidad poblacional de 0,5 personas por km².

## Geografía
Cold Bay se encuentra ubicada en las coordenadas 55°12′33″N 162°42′51″O / 55.20917, -162.71417.

## Demografía
Según la Oficina del Censo en 2000 los ingresos medios por hogar en la localidad eran de $55.750, y los ingresos medios por familia eran $64.375. Los hombres tenían unos ingresos medios de $36.250 frente a los $38.333 para las mujeres. La renta per cápita para la localidad era de $20.037. Alrededor del 27,3% de la población estaban por debajo del umbral de pobreza.